# Louis Moréri
Louis Moréri (Bargemon, 25 de marzo de 1643 - París, 10 de julio de 1680) fue un erudito e historiador francés, autor de un famoso Diccionario histórico.

## Biografía
Su abuelo Joseph Chatranet, natural de Dijon, se estableció en Provenza durante el reinado de Carlos IX y adoptó el apellido de Moréri y su señorío por casamiento. Durante su estancia en Lyon, publicó obras devotas como Pratique de la perfection chretienne et religieuse (1667), una traducción desde el español de la obra de Alfonso Rodríguez. Su nieto Moréri estudió humanidades en Draguignan y retórica con los jesuitas de Aix-en-Provence antes de estudiar Teología y ser ordenado sacerdote católico en Lyon. Escribió un Grand Dictionnaire historique, ou mélange curieux de l'histoire sacrée et profane editado por vez primera en Lyon en 1674 en un solo volumen. Contiene principalmente artículos históricos y biográficos y está dedicado a Gaillard de Longjumeau, obispo de Apt, del que fue nombrado limosnero. Su trabajo fue ampliado y corregido por cierto número de autores tras su muerte a lo largo de veinte ediciones (o quizá más) que fueron publicadas entre 1674 y 1759. En esta última, aparecida en París, la obra constaba ya de diez volúmenes. En 1675 acompañó a su prelado a París; tras su caída en desgracia en 1679, volvió a sus estudios, pero murió de tuberculosis en 1680.
La importancia de Moréri reside en haber empezado a escribir diccionarios de materias graves en lengua vulgar en vez de en latín. Su obra tuvo un éxito notable y fue traducida al alemán, al inglés, al holandés, al español y al italiano; Pierre Bayle concluyó su famoso Dictionnaire historique et critique, aparecido desde 1696, como reacción a la obra de Moréri, en la que Bayle veía errores, ideas mal fundadas y hechos repetidos sin cesar ni verificar, signo de una época crédula y ya pasada que se esforzó en combatir:
Comparto la opinión de Horacio en lo de mostrar el camino. Los compiladores de los primeros diccionarios cometieron muchos errores, pero merecen una gloria que sus sucesores nunca deben quitarles. Moréri ofrece gran cantidad de problemas, pero ha sido útil para todos y cuenta con información suficiente para muchos.